# Torkiv, Tulciîn
Torkiv (în ucraineană Торків) este o comună în raionul Tulciîn, regiunea Vinnița, Ucraina, formată numai din satul de reședință.

## Demografie
Componența lingvistică a satului Torkiv
     Ucraineană (99,01%)
     Alte limbi (0,99%)
Conform recensământului din 2001, majoritatea populației satului Torkiv era vorbitoare de ucraineană (99,01%), existând în minoritate și vorbitori de alte limbi.